# Stenopäische Lücke

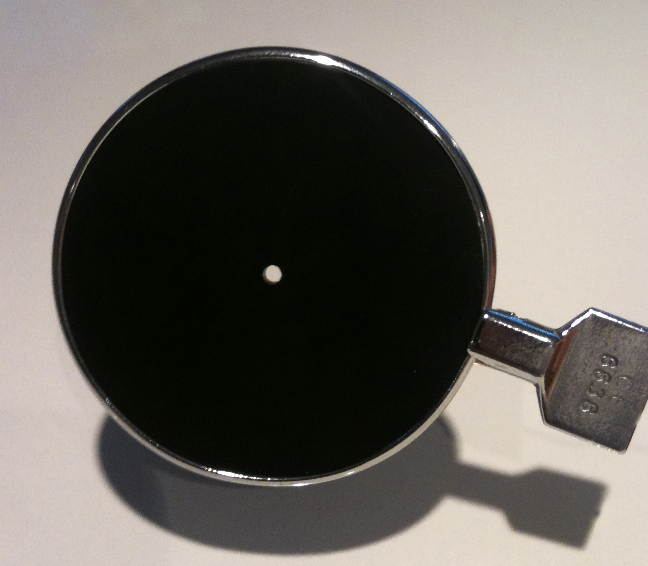
Stenopäische Lücke

Die stenopäische Lücke (von altgriechisch στενός stenós „eng“ sowie dem Adjektiv ὀπαῖος opaios „mit einem Loch versehen“) ist ein in der Augenheilkunde und Augenoptik verwendetes Hilfsmittel zur differentialdiagnostischen Beurteilung einer verminderten Sehschärfe. Sie besteht in der Regel aus einer runden, undurchsichtigen Kunststoffscheibe von etwa drei Zentimetern Durchmesser, welche in der Mitte mit einem runden, 1–2 Millimeter großen Loch versehen ist.

## Wirkungsweise
Die stenopäische Lücke wirkt wie eine Lochblende. Sie reduziert die Wahrnehmung von störenden Randstrahlen (sphärische Aberration), verkleinert die Zerstreuungskreise auf der Netzhaut und erhöht damit die Schärfentiefe beim Sehen. Die Folge ist, dass Menschen mit einer nicht oder nur unzureichend korrigierten optischen Fehlsichtigkeit (Ametropie) beim Blick durch eine stenopäische Lücke schärfer sehen und die verminderte Sehschärfe als refraktionsbedingt betrachtet werden kann. Liegen jedoch organische oder funktionale Ursachen für eine reduzierte Sehschärfe vor, beispielsweise eine Makuladegeneration oder eine Amblyopie, so wird auch die stenopäische Lücke in der Regel keine Verbesserung bringen.

## Verwendung
Wegen der durch die stenopäische Lücke verursachten Verminderung der Leuchtdichte und einer drastischen Einschränkung des Gesichtsfeldes ist sie in der beschriebenen Form für den alltäglichen Gebrauch ungeeignet. Das Prinzip ihrer Wirkungsweise hingegen kann auch auf andere Art und Weise genutzt werden. Von Menschen mit Kurzsichtigkeit oder Astigmatismus ist beispielsweise bekannt, dass sie die Augen zusammenkneifen, um sich so eine stenopäische Lücke zu verschaffen und dadurch besser sehen zu können. Hier dient die stenopäische Lücke also als Kompensationsmechanismus. In den USA wurde ein Hornhautimplantat entwickelt, das basierend auf dem Prinzip der stenopäischen Lücke eine Korrektur für alterssichtige Menschen darstellt.
Ein weiterer diagnostischer Einsatzbereich der stenopäischen Lücke ist die Beurteilung von monokularer Diplopie.
Auch bei der umstrittenen Rasterbrille wird das zugrunde liegende Prinzip genutzt.
Den Effekt einer stenopäischen Lücke kann man sich auf einfache Weise deutlich machen, indem Daumen, Zeige- und Mittelfinger so aneinanderlegt werden, dass zwischen ihnen eine kleine Öffnung bleibt, durch die man blickt. Bei abnehmender Öffnungsweite der gebildeten Lücke wird das Bild schärfer und dunkler, nahe lichtstarke Objekte lassen sich so besser betrachten.

## Geschichte
Die Entdeckung der stenopäischen Wirkungsweise für das Auge wird dem deutschen Jesuitenpater, Optiker und Astronom Christoph Scheiner (1573–1650) zugerechnet, der seine Erkenntnisse 1619 in seinem Werk „Oculus“ veröffentlichte.